# Shahrestān-e Behābād
Shahrestān-e Behābād (persiska: شهرستان بهاباد, بهاباد) är en delprovins (shahrestan) i Iran.   Den ligger i provinsen Yazd, i den centrala delen av landet, 600 km sydost om huvudstaden Teheran.
Delprovinsen hade 17 221 invånare 2016.